# Faura (kommun)
Faura är en kommun i Spanien.   Den ligger i provinsen Província de València och regionen Valencia, i den östra delen av landet, 300 km öster om huvudstaden Madrid. Antalet invånare är 3 602. Arean är 1,6 kvadratkilometer. Faura gränsar till Benavites, Benifairó de les Valls, Quart de les Valls, Quartell och Sagunto. 
Terrängen i Faura är platt.